# Jean-Baptiste Joseph de Bailly de Fresnay
Jean-Baptiste Joseph de Bailly de Fresnay, Marquis de Bailly. est un homme politique français né le 4 janvier 1732 au château de Fresnay à Bourgneuf-la-Forêt (Mayenne) et décédé le 12 juin 1811 à Laval (Mayenne).

## Biographie

### Origine
La famille de Bailly est une famille d'ancienne noblesse, dont on suit la filiation depuis Guillaume Bailly, chevalier du Duc d'Alençon, qui épousa vers 1550 Madeleine de Harelle. Les Bailly sont venus en Mayenne à la fin du XVIIIe siècle par le mariage de Charles-Paul de Bailly, chevalier, Mlle Suzanne Le Prêtre,dame de Fresnay, au Bourgneuf-la-Forêt, et de la Chapelle-Rainsouin.
Louis-Alexandre de Bailly, né de ce mariage au château de Fresnay en 1696, s'est marié en l'église de la Trinité de Laval, en 1723, avec Marie-Marguerite-Élisabeth-Renée de la Roussardière. Il devint de ce chef, seigneur de Vautorte. Leur fils est Jean-Baptiste Joseph de Bailly de Fresnay.

### Carrière militaire
Il servit comme capitaine au régiment du Roi-infanterie et épousa, le 1er avril 1767, Edmée-Charlotte-Anne de l'Escalopier (fille de Gaspard-César-Charles de Lescalopier, intendant de la généralité de Tours)

### Carrière Politique
Membre du bureau du district d'Ernée, le 4 octobre 1787, il fut élu par la noblesse député aux États généraux de 1789 pour la Sénéchaussée du Maine, le 16 mars 1789. Il logeait à Paris avec François-Gaspard de Jouffroy de Gonsans, évêque du Mans.
Il siégea obscurément parmi les partisans de l'ancien ordre de choses. Le Moniteur ne mentionne pas son nom. Il siégea dans la minorité conservatrice. Selon, l'Abbé Angot, Prêt au sacrifice des privilèges et disposé aux réformes des abus, il répudia toujours les tendances révolutionnaires de l'assemblée. Il signa, le 14 avril 1790, une déclaration d'attachement à l'Église catholique.

### Révolution française
Rentré chez lui après la dissolution de l'assemblée, il put, selon l'Abbé Angot malgré ses opinions royalistes, avec ses paysans et ses serviteurs repousser les brigandages, grâce aussi à des libéralités habilement placées, non éviter quelques pillages des patrouilles républicaines, mais sauver au moins ce qu'il avait de plus cher, en continant d'exercer dans le pays son influence.
Le 30 août 1792, son château est pillé par les gardes nationaux de La Baconnière, Andouillé, La Brûlatte.
Au mois de mai 1793, les domestiques sont décrétés de prise de corps pour avoir donné asile aux frères Cottereau. Enfin, le représentant du peuple en mission dans la Sarthe ayant écrit au directoire de la Mayenne de lever le séquestre mis sur le château, on lui répond qu'il a été le berceau de la Chouannerie, que les propriétaires l'ont toujours favorisée, et que ce sont les républicains et non les chouans qui ont pillé la maison.

### Premier Empire
La Statistique de 1809 lui attribue un revenu présumé de 35 000 francs, considérable, et à son fils cadet, époux de Demoiselle Gaultier de la Villandrays, 25 000 francs. Vers 1810, Nicolas François Harmand d'Abancourt, préfet de la Mayenne le présente comme un vieillard doux et paisible, extrêmement religieux.

### Famille
Il est le père de:
- Charles Gaspard Élisabeth Joseph de Bailly (1765-1850) qui sera député de la Mayenne sous la Seconde Restauration.
- Anne-Charles de Bailly de Fresnay, né le 4 novembre 1770[5], au château de Fresnay à Bourgneuf-la-Forêt. La vie sur ses terres se confond avec celle de son père[6]. Il est conseiller général de l'an XIII jusqu'à son décès en 1814. Il est désigné comme un des Grands notables du Premier Empire du département de la Mayenne[6]. Vers 1814, Jean Louis Rieul de Viefville des Essarts, préfet de la Mayenne le présente comme de moeurs très douces, sincèrement dévoué au gouvernement de l'Empereur.[2].

## Sources
- « Jean-Baptiste Joseph de Bailly de Fresnay », dans Adolphe Robert et Gaston Cougny, Dictionnaire des parlementaires français, Edgar Bourloton, 1889-1891 [détail de l’édition]
- « Jean-Baptiste Joseph de Bailly de Fresnay », dans Alphonse-Victor Angot et Ferdinand Gaugain, Dictionnaire historique, topographique et biographique de la Mayenne, Laval, A. Goupil, 1900-1910 [détail des éditions] (BNF 34106789, présentation en ligne), t. I, Article Bailly
- François Dornic, Grands notables du Premier Empire : Mayenne, Editions du CNRS, 1986.